# Чилтон, Мэри-Делл
Мэри-Делл Чилтон (англ. Mary-Dell Chilton; род. 2 февраля 1939, Индианаполис, США) — американский учёный в области биотехнологии. Возглавляла научную группу по созданию первого трансгенного растения. Член Национальной Академии наук США (1985), лауреат премии Ранка (1986), медали Бенджамина Франклина (2002) и Всемирной продовольственной премии (2013). Входит в Национальный зал славы изобретателей (США) (2015).

## Биография
Мэри-Делл Чилтон закончила аспирантуру по химии в Университете Иллинойса в 1967 году.
В 1977 году, когда она работала научным сотрудником Вашингтонского университета в Сиэтле, она участвовала в исследовании, которое показало, что бактерии, вызывающие появление корончатых галлов у растений, способны трансформировать клетки растений и привносить свой генетический материал, что вызывает рост галлов. В частности, что только определённый фрагмент генома Ti-плазмид встраивается в геном хромосом растений. Этот фрагмент был назван Т-ДНК.
Через несколько лет, когда она была доцентом кафедры биологии Вашингтонского университета в Сент-Луисе, она участвовала в разработке способа использования этого процесса. Работая с профессором Эндрю Биннсом из Пенсильванского университета, они создали первое трансгенное (генетически модифицированное) растение. О своём прорыве доктор Чилтон сообщила на Зимнем биохимическом симпозиуме в Майами одновременно с двумя другими научными группами в 1983 году. В то время, Чилтон была единственной женщиной-ученым, участвовавшей в симпозиуме.
Доктор Чилтон начала свою корпоративную карьеру в 1983 году в CIBA-Geigy Corporation (ныне Syngenta) в качестве директора-основателя Центра биотехнологических исследований. Она совмещала научные и административные обязанности, набирала команду и организовывала лабораторию. Под её руководством Syngenta стала первой компанией, которая коммерциализировала биотехнологический признак кукурузы (Bt). Её исследования в Syngenta привели к улучшению способности растений противостоять насекомым и болезням, а также переносить экстремальные условия окружающей среды. Доктор Чилтон вышла на пенсию в 2018 году. В честь её многочисленных достижений в 2002 году компания Syngenta создала Центр Мэри-Делл Чилтон в Паркe исследовательского треугольника, Северная Каролина.